# 戈羅德尼齊亞 (皮德沃洛奇西克區)
49°24′40″N 26°1′28″E / 49.41111°N 26.02444°E
戈羅德尼齊亞（烏克蘭語：Городниця）是位於烏克蘭西部特諾皮爾州裏特諾皮爾區的村莊，始建於1784年，面積3.1平方公里，2001年人口1,065，人口密度每平方公里343.4人。